# Bad Münder am Deister
Bad Münder am Deister (eller bara Bad Münder) är en stad i Niedersachsen i Tyskland. Närmaste stora städer är Hannover i nordost och Bielefeld i sydväst. Folkmängden uppgår till cirka 18 000 invånare, varav lite mindre än hälften bor i själva centralorten. Språkforskaren August Friedrich Pott föddes 1802 i Nettelrede, i dag inom Bad Münder am Deisters stadsgräns. En annan känd person från Nettelrede är Hildegard Falck, olympisk guldmedaljör på 800 meter 1972 och världens första kvinnliga 800-meterslöpare under 2 minuter.

## Stadsdelar
Staden är indelad i sexton områden, Ortsteilen:
- Bad Münder, Bakede, Beber, Brullsen, Böbber, Egestorf (Süntel), Eimbeckhausen, Flegessen, Hachmühlen, Hamelspringe, Hasperde, Klein Süntel, Luttringhausen, Nettelrede, Nienstedt, Rohrsen

## Idrott
Junior-VM i bangolf arrangeras i staden 2012, och senior-VM i bangolf 2013.